# Грушевка (Наровлянский район)
Грушевка (бел. Грушаўка) — деревня в Вербовичском сельсовете Наровлянского района Гомельской области Беларуси.

## География

### Расположение
В 20 км на юго-запад от Наровли, 35 км от железнодорожной станции Ельск (на линии Калинковичи — Овруч), 198 км от Гомеля.

### Гидрография
На реке Словечна (приток реки Припять), на севере и востоке мелиоративные каналы.

## Транспортная сеть
Транспортные связи по просёлочной, а затем автодороге Киров — Наровля. Планировка состоит из дугообразной улицы, ориентированной с юго-запада на северо-восток и застроенной двусторонне деревянными усадьбами.

## История
По письменным источникам известна с начала XIX века как деревня в Наровлянской волости Речицкого уезда Минской губернии. В 1811 году во владении Гольста. В 1825 году деревню купил С. И. Горватт. В 1931 году организован колхоз «Коминтерн», работали кузница и шерсточесальня. Во время Великой Отечественной войны в августе 1943 года немецкие оккупанты полностью сожгли деревню и убили 4 жителей. 43 жителя погибли на фронте. Согласно переписи 1959 года центр колхоза имени М. В. Фрунзе. Расположены начальная школа, Дом культуры, библиотека, фельдшерско-акушерский пункт, магазин, отделение связи.

## Население

### Численность
- 2004 год — 116 хозяйств, 292 жителя.

### Динамика
- 1834 год — 12 дворов.
- 1850 год — 16 дворов.
- 1897 год — 48 дворов, 314 жителей (согласно переписи).
- 1908 год — 62 двора, 501 житель.
- 1940 год — 147 дворов, 1440 жителей.
- 1959 год — 748 жителей (согласно переписи).
- 2004 год — 116 хозяйств, 292 жителя.

## Культура
Расположены Дом культуры, библиотека.